# Panorama pris du trottoir roulant Champ de Mars
Panorama pris du trottoir roulant Champ de Mars je francouzský němý film z roku 1900. Režisérem je Georges Méliès (1861–1938).
Stejně jako snímek Les Visiteurs sur le trottoir roulant zobrazoval atrakci tzv. pohyblivého chodníku během Světové výstavy 1900 v Paříži. Pohyblivý chodník navrhli američtí inženýři Schmidt a Silsbee, kteří svůj vynález představili už na Světové výstavě 1893 v Chicagu.